# Hubert Charles

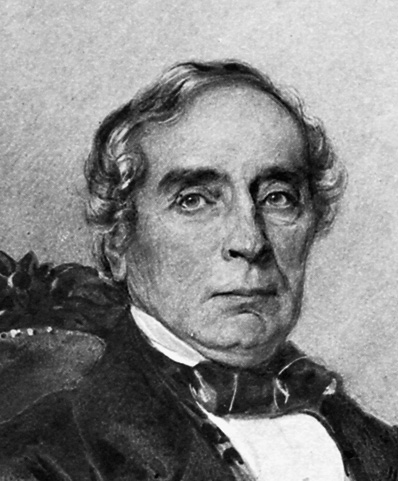
Hubert Charles

Hubert Charles (* 2. November 1793 in Marsens; † 28. März 1882 in Fribourg) war ein Schweizer Politiker. Er vertrat den Kanton Freiburg von 1852 bis 1863 im Nationalrat. Von 1831 bis 1846 sowie von 1857 bis 1871 gehörte er dem Freiburger Staatsrat an.

## Biografie
Charles entstammte einer angesehenen Familie aus Echarlens, die sich im Jahr 1800 in Riaz niederliess, als sein Vater Pierre-Joseph-Nicolas Charles dort ein grosses Landgut erwarb; später war er Richter und Grossrat. Seine Mutter hiess Marie-Françoise Dupasquier. Hubert Charles absolvierte von 1807 bis 1813 das Kollegium St. Michael in Fribourg, anschliessend studierte er Rechtswissenschaft in Paris. Nach dem Studienabschluss unternahm er mehrere Studienreisen nach Österreich, Deutschland, Italien und Frankreich, die er zur Vertiefung seiner Kenntnisse in Literatur, Kunst und Nationalökonomie nutzte. Neben Französisch beherrschte er auch Latein, Deutsch, Englisch, Griechisch und Italienisch. 1824/25 hielt sich Charles im Kanton Wallis auf, um dort Kenntnisse über Flussverbauungen zu erwerben. Von 1825 bis 1830 verwaltete er in Bulle den grossen Familienbesitz, ausserdem amtierte er als Bezirksrichter. Bekanntheit im Greyerzerland erlangte er vor allem als Direktor der Wasserkraftanlagen an der Saane zwischen Montbovon und Avry-devant-Pont.
1829 sollte Charles zum Grossrat ernannt werden; Bedingung war, dass er im Sinne des konservativen Staatsrates abstimmt. Aufgrund seiner liberalen Überzeugungen wies er das Angebot zurück und ging offen in die Opposition. Ein Jahr später endete unter dem Eindruck der Pariser Julirevolution die patrizische Vorherrschaft. Als Wortführer der Revisionsbewegung im Greyerzerland wurde er 1831 in den Verfassungsrat und in den Grossen Rat gewählt. Letzterer wählte ihn im selben Jahr in den Staatsrat. Er leitete daraufhin die Handels-, Post- und Baudirektion, die er neu ordnete. 1837 begannen sich die Liberalen zu radikalisieren. Charles war zwar ebenfalls ein Liberaler, aber auch gläubiger Katholik, weshalb er im Grossen Rat eine oppositionelle Gruppe anführte, die eine vermittelnde Rolle des Juste Milieu vertrat. In der Regierung war er zunehmend isoliert, und er trat schliesslich 1846 zurück, nachdem er vergeblich den Beitritt des Kantons zum reaktionären Sonderbund bekämpft hatte.
Nach dem Ende des Sonderbundskriegs und der Machtübernahme der Radikalliberalen im Jahr 1848 wurde Charles wieder politisch tätig. Er verbündete sich mit gemässigten Konservativen und organisierte im März 1852 eine Volksversammlung in Posieux, die der Regierung Zugeständnisse abringen konnte. Nachdem Julien Schaller nach nur einem Jahr als Nationalrat zurückgetreten war, wurde Charles im August 1852 bei einer Nachwahl zu seinem Nachfolger gewählt. In diesem Amt verblieb er bis 1863. Im Juni 1857 wählte ihn der Grosse Rat erneut in den Staatsrat. Bis zu seinem Rücktritt im Jahr 1871 leitete er die Erziehungsdirektion, wobei er versuchte, die altliberalen Bildungsideale gegen den aufkommenden Ultramontanismus durchzusetzen. Seine letzten Lebensjahre verbrachte er mit zahlreichen Reisen, wobei er sich häufig in Montpellier aufhielt, um seiner literarischen Leidenschaft zu frönen.